# Episodi di A proposito di Brian (prima stagione)
La prima stagione della serie televisiva A proposito di Brian è andata in onda negli Stati Uniti d'America dal 16 aprile 2006 all'8 maggio 2006 sul canale ABC. In Italia è stata trasmessa da Fox Life nel settembre 2006. È andata in onda in chiaro su Rai 2 dal 2 giugno 2008 al 6 giugno 2008 ogni giorno feriale con un episodio al giorno alle 16.00.
| nº | Titolo originale              | Titolo italiano           | Prima TV USA   | Prima TV Italia   |
| -- | ----------------------------- | ------------------------- | -------------- | ----------------- |
| 1  | Pilot                         | Il patto                  | 16 aprile 2006 | 8 settembre 2006  |
| 2  | Two In Twenty-Four            | Due in ventiquattro       | 17 aprile 2006 | 15 settembre 2006 |
| 3  | Moving Day                    | Il trasloco               | 24 aprile 2006 | 22 settembre 2006 |
| 4  | The Importance Of Being Brian | Essere o non essere Brian | 1º maggio 2006 | 29 settembre 2006 |
| 5  | Sex Lies and Videotape        | Sesso, bugie e videotape  | 8 maggio 2006  | 6 ottobre 2006    |